# Banca Mediolanum
Banca Mediolanum SpA est un conglomérat italien de banque dont le siège est à Basiglio dans la ville métropolitaine de Milan . La société a été fondée en 1997 et est principalement active dans les secteurs de la banque de détail, des assurances et de la gestion d'actifs.

## Description
La banque fondée en 1997 est cotée à la Borsa Italiana et fait partie de l' indice FTSE MIB depuis fin 2015 lorsqu'elle a constitué sa société mère Gruppo Mediolanum .
Le groupe Mediolanum a été fondé par Ennio Doris, deuxième actionnaire du conglomérat. Le conglomérat a fourni des services de gestion d'actifs, de banque et d'assurance à des clients en Italie, en Espagne (Banco Mediolanum et Fibanc ) et en Allemagne ( Bankhaus August Lenz &amp; Co. )
Bien qu'il soit classé sixième par capitalisation boursière parmi les sociétés de services financiers en 2016 derrière Intesa Sanpaolo, UniCredit, Assicurazioni Generali, UnipolSai et Mediobanca , le conglomérat (Mediolanum Sp A.) a été classé 13e par le total des actifs parmi les banques (données de 2014), sa taille étant considérée faible par les actifs pondérés en fonction des risques, le conglomérat  n'est pas inclus dans le mécanisme de surveillance unique. Cependant, après que Banca Mediolanum ait annulé la fusion avec Mediolanum, la Banque centrale européenne a lancé une évaluation complète pour évaluer le conglomérat et a décidé que le conglomérat ne serait pas inclus. Finalement, Banca Mediolanum est restée une banque de moindre importance, qui n'est pas directement supervisée par la Banque centrale européenne.
Le PDG de l'entreprise est Massimo Antonio Doris.

## Actionnaires
Les principaux actionnaires de l'institut financier sont la famille Doris et Fininvest. Ils ont formé un pacte d'actionnaires pour 51% du capital. Cependant, les droits de vote de Fininvest ont été suspendus car le tribunal italien a statué que Silvio Berlusconi ne pouvait pas détenir plus de 10 % du capital d'un institut financier.